# Wandammen
Wandammen of ook wel Wandammen-schiereiland is een schiereiland in het zuidoosten van Vogelkop in de Geelvinkbaai in de Indonesische provincie West-Papoea. Het ligt 10 km ten noordoosten van het plaatsje Wasior (zie kaartje).
De centrale as van het schiereiland wordt gevormd door een gebergte met toppen tot 2200 meter hoogte; een zijtak van het centrale berggebied van Papua. De bergketen loopt noord-zuid. In het noorden van het schiereiland lopen enkele kleinere heuvelachtige terreinen parallel aan elkaar in oost-west richting. Deze heuvels zijn overblijfselen van eilanden die in de loop van de eeuwen vanuit het noorden tegen het schiereiland aan zijn gebotst. Noordelijk van het schiereiland ligt het eilandje Roon, met als voornaamste plaats Yende.
Wandammen is een beschermd natuurreservaat in beheer bij het Wereld Natuur Fonds. Als reservaat draagt het de naam Wondiwoi
Wandammen is dunbevolkt, vooral aan de westzijde van het schiereiland liggen een aantal nederzettingen. De hoofdplaats van Wandammen is de als bestuurspost door de Nederlanders gestichte plaats Wasior. Het ten zuiden van Wasior gelegen dorpje Miei is ouder. Hier had dominee Isaak Samuel Kijne vanaf de jaren twintig van de twintigste eeuw een normaalschool opgericht, met het doel Papoea's op te leiden tot leraar.
Wasior heeft een vliegstrip en is bereikbaar door de lucht vanaf Manokwari. Tevens is er een bootverbinding vanuit Manokwari op Wasior.